# Cecoslovacchismo

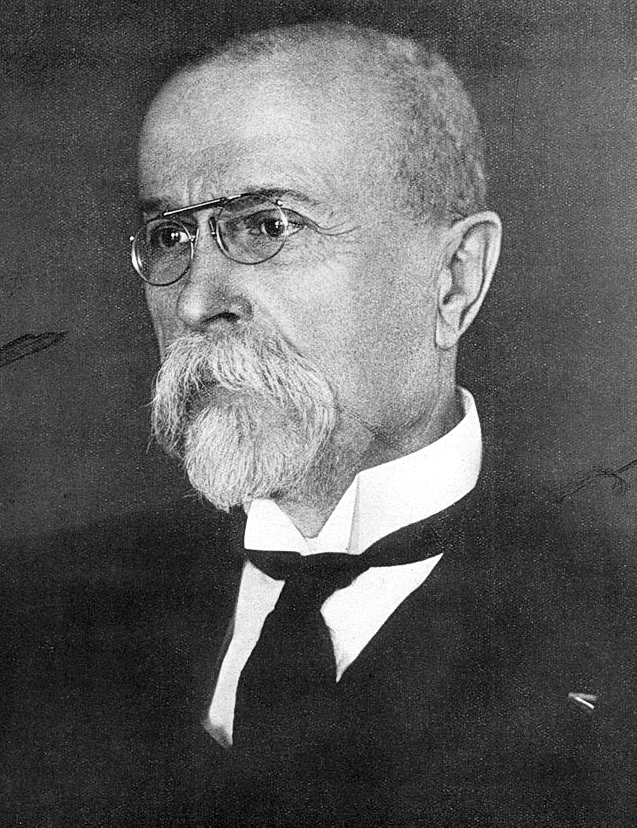
Tomáš Garrigue Masaryk, uno dei principali sostenitori del cecoslovacchismo.

Con cecoslovacchismo si intende una concezione politica o culturale che si basa sul concetto dell'esistenza di un popolo cecoslovacco e della lingua cecoslovacca. 

## Storia
Il cecoslovacchismo apparve fra il XVIII e il XIX secolo e durante la Prima guerra mondiale costituì la base ideologica per il compimento dell'unità nazionale dei cechi e degli slovacchi e per la creazione dello stato unito. 

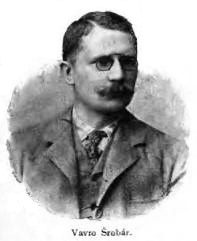
Vavro Šrobár come ministro plenipotenziario mise in pratica il programma centralista in Slovacchia.

L'origine del cecoslovacchismo in Slovacchia è rintracciabile nell'ambiente luterano, che impiegava come lingua liturgica il ceco biblico (bibličtina). La formulazione della concezione prende la mosse dal pensiero di Ján Kollár e František Palacký che postulavano l'unità fra i cechi e gli slovacchi. Secondo l'idea kolláriana, cechi e slovacchi avrebbero dovuto unirsi per dare origine a un unico Stato che riunisse tutti gli Slavi (panslavismo). Accanto all'idea cecoslovacchista, altre concezioni rivendicavano la restaurazione del regno di Boemia nel quadro di autonomia, cercando un accordo con Vienna (austroslavismo) o l'indipendenza slovacca, sostenuta da Anton Bernolák, Ľudovít Štúr, Jozef Miloslav Hurban, Štefan Marko Daxner e appena prima della guerra da Svetozár Hurban Vajanský. 

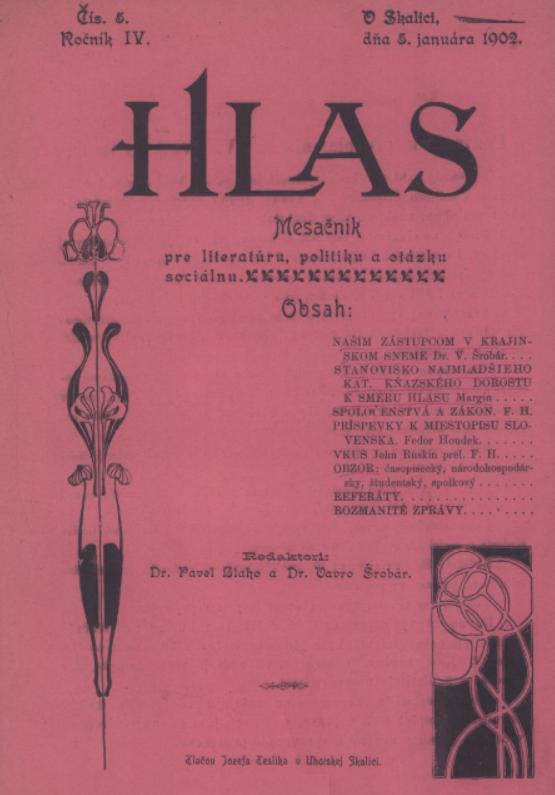
Un numero di Hlas, giornale che propugnava il cecoslovacchismo in Slovacchia verso il 1900.

Verso il 1900 i simpatizzanti del cecoslovacchismo si riunirono attorno al giornale Hlas, pubblicato a Skalica fra il 1898 e il 1904. Ne erano direttori Vavro Šrobár e Pavol Blaho.
Nel periodo della Prima guerra mondiale i principali sostenitori furono fra i cechi Tomáš Garrigue Masaryk  ed Edvard Beneš, che diventarono rispettivamente primo presidente della Cecoslovacchia e ministro degli esteri; fra gli slovacchi sostennero quest'idea Milan Rastislav Štefánik e Vavro Šrobár, ma, soprattutto dopo il rifiuto di un accordo con il governo ungherese, il Consiglio nazionale slovacco presieduto da Matúš Dula espresse con la Dichiarazione di Martin la volontà degli slovacchi di aderire allo Stato cecoslovacco, convergendo almeno parzialmente verso la soluzione cecoslovacchista. A favore di questa risoluzione si espressero anche coloro che avrebbero voluto per la Slovacchia una soluzione federale o almeno una larga autonomia. Per decisione di Vavro Šrobár, divenuto ministro plenipotenziario per l'amministrazione della Slovacchia, il Consiglio nazionale slovacco, che nell'idea dei suoi fondatori era il supremo organo del popolo slovacco, fu sciolto nel 1919. La nascita della Cecoslovacchia aveva segnato quindi la vittoria della concezione cecoslovacchista sulle altre idee concorrenti, ma dall'altro lato trovò un'opposizione aperta fra alcuni nazionalisti slovacchi, fra cui Andrej Hlinka e František Jehlička. 

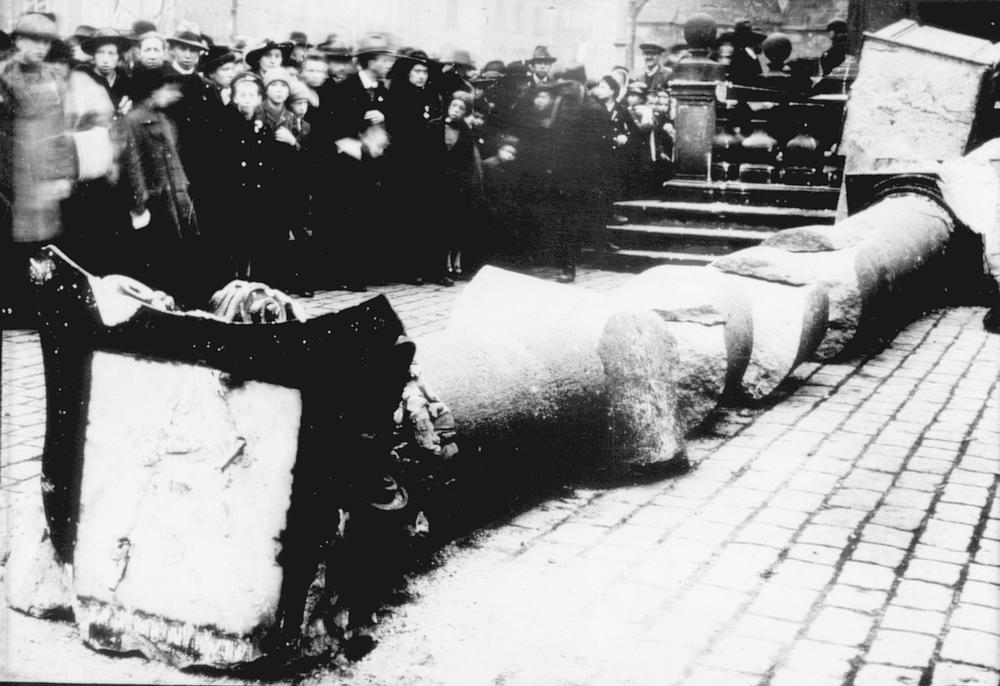
L'abbattimento della colonna mariana sulla Piazza della Città Vecchia a Praga, 3 novembre 1918.

La risposta fu il centralismo della Prima Repubblica cecoslovacca. La Costituzione cecoslovacca del 1920 sposa l'idea cecoslovacchista, parlando ad esempio di una lingua cecoslovacca. La stessa grafia del nome dello Stato che nel testo del Trattato di Saint-Germain-en-Laye (1919) era "Ceco-Slovacchia", divenne tout-court "Cecoslovacchia". L'identità delle minoranze nazionali, comprese le numerose minoranze tedesche e magiare, fu subordinata alla costruzione artificiale di una nazionalità cecoslovacca; quest'argomento fu utilizzato anche dai revanscisti magiari nel tentativo di convertire alla loro causa – che prevedeva la revisione del Trattato del Trianon – alcuni collaborazionisti fra gli slovacchi e fu sostenuto da František Jehlička e, con meno seguito, da Viktor Dvorčák. Inoltre il cecoslovacchismo tendeva a mettere in ombra l'identità religiosa della Slovacchia, in larga maggioranza cattolica, a favore di una politica laicista. Fra le prime misure messe in atto nella nuova Cecoslovacchia ci fu l'abbattimento della colonna mariana di Praga, considerata un simbolo della dominazione austro-ungarica, ma anche l'approvazione del divorzio (1919). 
Durante la Prima Repubblica cecoslovacca, sotto le enormi pressioni della Germania nazista e della minoranza tedesca dei Sudeti, la Cecoslovacchia fu costretta a cedere la regione dei Sudeti, abitata da Tedeschi, il 1º ottobre 1938, come stabilito dagli Accordi di Monaco; sempre secondo gli accordi, alcune parti meridionali della Slovacchia e della Rutenia subcarpatica furono cedute all'Ungheria e la regione di Teschen, in Slesia, alla Polonia. Le tensioni proseguirono anche con la Seconda Repubblica Cecoslovacca, fino a quando, nel 1968 la Cecoslovacchia divenne una repubblica federale, abbandonando l'impostazione centralista.

## Nazionalità al censimento cecoslovacco del 1921
La Cecoslovacchia nel 1921 non era etnicamente omogenea, ma la popolazione del paese includeva larghe minoranze etniche. 

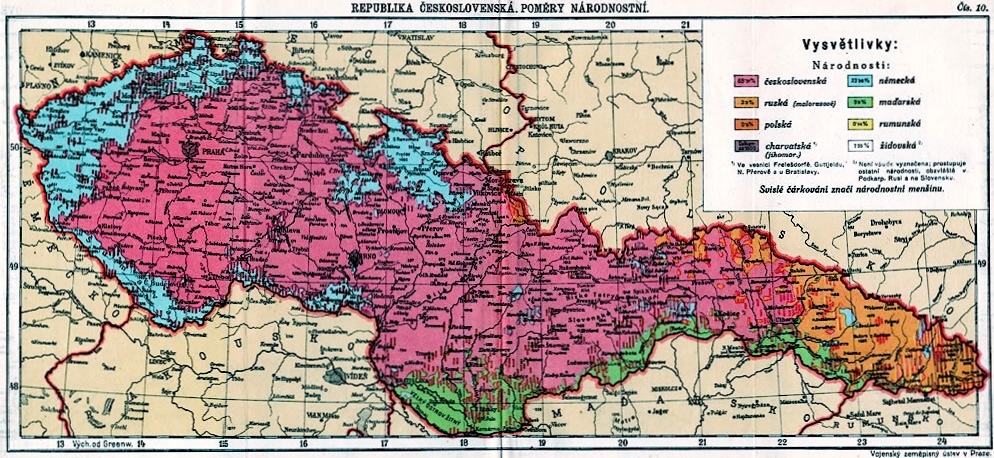
Nazionalità al censimento cecoslovacco del 1930

| popolazione totale | 13 374 364 | [ 4 ]   |
| ------------------ | ---------- | ------- |
| Cecoslovacchi      | 8 760 937  | 65,51 % |
| Tedeschi           | 3 123 568  | 23,35 % |
| Magiari            | 745 431    | 5,57 %  |
| Ruteni             | 461 849    | 3,45 %  |
| Ebrei              | 180 855    | 1,35 %  |
| Polacchi           | 75 853     | 0,57 %  |
| Altri              | 25 871     | 0,19 %  |